# Dave Orlowski
Dave Orlowski is een Amerikaans triatleet. Hij werd in 1978 derde op de eerste Ironman Hawaï. Aan deze wedstrijden deden slechts dertien atleten mee. Met een tijd van 13:59.13 eindigde hij achter zijn landgenoten Gordon Haller (goud; 11:46.58) en John Dunbar (zilver; 12:20.27).

## Belangrijke prestaties

### triatlon
- 1978:  Ironman Hawaï - 13:59.13